# Город дорог (песня)
«Город дорог» — песня группы Centr, записанная при участии Басты. Впервые появилась в дебютном альбоме группы «Качели». В 2008 году песня выиграла премию телеканала «MTV Россия» в номинации «Лучший рэп/хип-хоп проект». В песне используется семпл из песни «What Will Come Of This» группы «Vaya Con Dios».

## Общая информация

### Тема песни
В песне речь идет о Москве, упоминаются её некоторые места и достопримечательности: Красная площадь, Москва-река и т. д. Так как во многих песнях группы упоминаются наркотики, то и здесь не обошлось без них — в припеве есть словосочетание «Белая Дорога». Во время съёмок клипа ребятам предлагали, как вариант, заменить в припеве слова про «Белую Дорогу», но они отказались.

### Куплеты
Песню исполняли четверо: Guf, Slim и Птаха исполнили по куплету, а Баста исполнил припев песни.
Guf в своём куплете ссылается на куплеты Slim’a и Птахи:

Тук-тук, тук-тук, колёса бьются об рельсы
Я в купе, за окном весна, уже апрель месяц
Мимо мелькают леса и поля
И вроде прошли эти мысли, что ты теперь не моя
И так далеко этот город, и я
От старых домов, переулков, потрёпанных псов
Что живут на стройке рядом
И чувство, будто кроме вас ничего не надо мне
И для меня награда: слышать голоса своих друзей
Смех, что экскурсия привела детей
Центр города, пробки, районы, пальцы ловкие
Стаи птиц вольных
Яркий город с хмурыми облаками
Здесь живу я, мои друзья и все, кто мне важен— Птаха (рэпер)

Куплю билет и улечу куда-то далеко
От своего дома, может быть, надолго
На самолёте поднимусь довольно высоко
Оставляя под крылом поле аэродрома
Мне улыбнётся стюардесса Аэрофлота
Ей хорошо по фигуре её синяя форма
Откинусь на сидение и закрою глаза
Я буду далеко через четыре часа
А как там без меня у пацанов под облаками?
Что суетят часами в округе центральном
По бульварам старым, не скучайте, парни
Я постараюсь, чтобы ненадолго, правда
Отзвонюсь по прилёту, сообщу погоду
И узнаю новости своего района
Ведь моя жизнь на том конце провода
С этими голосами до боли знакомыми
С раскладами ровными, с горящими окнами
В тонировке стёклами, на импортной резине
Мимо магазина на новой тачиле
Погромче включи пока стерео качает
Я заварю чаю, выйду на балкончик
В тапочках и шортах постою подольше
В тёплый вечерочек напишу пару строчек
О том, чем живут Slim, Птаха и Guf— Slim

Странно, ни с того ни с сего парни посрывались вдруг
Один довольно высоко, у другого колёса тук-тук
Думают про подруг, думают про дружбу
А я тут: Садовое кольцо вокруг — вот, что мне нужно
Я здесь, как обычно — скромно
От Красной площади пешочком и до дома
После нормального движения в пять утра в воскресение
Мимо мавзолея, где дедушка Ленин
Мимо собора Блаженного Василия
Мимо стройки, где раньше была гостиница «Россия»
На Москворецкий мост, и я чувствую пятками
Как асфальт под ногами сменяет брусчатку
Меня обгоняют мигалки с номерами ЕКХ
Впереди «Балчуг», внизу Москва-река
Над головой ни облачка, в плеере «1000 слов»
Дома ждёт девочка, и это, походу, любовь— Guf
Также Guf повторяет полностью в своём куплете припев Басты, но с другой интонацией:

Я посвящаю строки этому городу, 
 Точнее его центру, каждому метру 

Я посвящаю строки этой белой дороге на городе дорог… 

Спасибо центру за это…(Guf)— Баста

## Видеоклип
После выхода альбома «Качели», чтобы развиваться дальше, группа решила снять клип. Ресурса для того, чтобы снять качественный клип у группы не было, было решено обратиться к компании «Монолит», которая помогла снять и выпустить клип. Режиссёром клипа стал Резо Гигинеишвили, автор фильма «ЖАRА», в котором снялся Птаха. Съёмки проходили в одной из квартир Москвы. Все кадры успели снять за один день. Клип вышел 5 апреля 2008 года и сразу попал на телеканал A-ONE, после некоторого времени клип также попал в ротацию телеканала MTV Россия.
В клипе снимались:

| - Guf - Slim - Птаха - Баста | - Айза Вагапова — жена Guf’a - Мария Куркова — девушка Птахи - Лиза — на тот момент — девушка Slim’a |

## Песня «Дорог город» 2011 года
В 2011 году вышел альбом «Легенды про…Centr», в числе песен которого есть «Дорог город», на которую впоследствии сняли клип. Минус написал Ahimas, с изменениями Slim’а и Игната. В целом, песня является отсылкой к оригинальному «Городу дорог». Однако теперь она посвящена не Москве, а самому «Centr»`у, событиям, произошедшим в период с 2009 по 2011 годы, и тому, что случилось с самими участниками группы. В частности, обсуждается уход Guf’a.
До релиза Птаха предлагал Guf’у написать для тогда ещё «Город дорог 2» свой куплет, но тот отказался.
Семпл из: «Omega — Girl With The Pearls In Her Hair».